# Giancarlo Marcaccini
Giancarlo Wolfgang Marcaccini (nacido el 8 de noviembre de 1972 en Santa Mónica, California) es un exjugador de baloncesto estadounidense. Con 1,96 metros de estatura, jugaba en la posición de alero.

## Trayectoria
[actualizar]